# جون رايموند أونيل
جون رايموند أونيل هو سياسي كندي، ولد في 19 يناير 1891 في كندا، وتوفي في 18 يوليو 1951. حزبياً، نشط في حزب كندا المحافظ. وقد انتخب عضو مجلس العموم الكندي.